# Kodak XTOL
Pour le groupe de musiciens, voir Extol.
Le XTOL est un révélateur pour films noir et blanc produit par Kodak depuis 1996. Ses propriétés font de lui un révélateur standard, utilisable avec la grande majorité des films et dont les effets peuvent être ajustés en faisant varier la dilution : un équivalent sans hydroquinone du D-76 en quelque sorte.

## Utilisation
Le XTOL est vendu en poudre (en deux sachets, à diluer l'un après l'autre à température ambiante) pour former 5 litres de solution. Il s'utilise ensuite soit de façon pure, soit en concentrations de 1+1 à 1+3 (les concentrations de 1+2 et 1+3 ne sont pas recommandées par Kodak, cela dit de nombreux utilisateurs les emploient). Sous forme diluée, le XTOL s'utilise à bain perdu (la solution diluée ne peut être utilisée qu'une fois).

## Propriétés
Le XTOL se distingue par un grain très fin (en utilisation pure) à fin (dilué) combiné à une acutance assez élevée et une bonne netteté des contours (ces effets peuvent être ajustés en faisant varier la dilution). Il offre aussi un effet compensateur très marqué (les hautes lumières restent contenues et détaillées) et est donc très adapté à des films comme les Kodak T-Max (qui montrent souvent des hautes lumières brûlées avec d'autres révélateurs) par exemple. De plus, il permet un gain de sensibilité du film allant jusqu'à +0.5 selon le film et la dilution. Ce révélateur est excellent dans les basses lumières, par exemple avec un film Kodak Tri-X : les ombres sont détaillées et non bouchées. Pour cela, il convient néanmoins de privilégier une utilisation diluée (1+1 en général, 1+2 parfois) afin de contenir les hautes lumières et révéler correctement les basses lumières.
Le temps de développement à la dilution 1+2 n'est pas communiqué par Kodak dans ses fiches techniques (car non recommandé par ceux-ci). Toutefois à titre indicatif pour les utilisateurs du film Kodak Tri-X au format 135 exposé à 200 ISO, le temps de révélation est de 12 min. à 20 °C dans une cuve classique de type Paterson (un retournement par minute).

## Composition
Contrairement à la grande majorité des révélateurs, le XTOL utilise comme développateur de l'acide ascorbique combiné à de la phénidone (en) à la place de l'hydroquinone : il est souvent ainsi considéré comme un révélateur « écologique » et peu toxique.